# Російський міжнародний консервативний форум (Санкт-Петербург)
Російський міжнародний консервативний форум — міжнародний з'їзд ультраправих у російському Санкт-Петербурзі, відбувся 22-23 березня 2015 року в готелі «Holiday Inn», зібрав представників європейських неофашистських партій та рухів.

## Організатори та учасники
Організатором заходу виступила російська ультраправа партія «Родіна» (рос. «Родина»). Відкрив форум депутат Держдуми Росії, голова партії «Родіна» Олексій Журавльов.
Участь у форумі взяли лідери та керівники європейських консервативних і націонал-патріотичних партій: «Атака» (Болгарія), «Золота Зоря» (Греція), «Нова Сила» (Італія), Британська Національна Партія (Велика Британія), «Національна Демократія» (Іспанія), «Партія Шведів» (Швеція), «Націонал-демократична партія Німеччини» та інші ультраправі партії та рухи.

## Реакція
Російська громадськість висловила обурення з приводу того, що європейські неонацисти зібралися в країні, яка боролась з нацизмом, і місті, яке під час Другої світової війни постраждало від блокади, а також тим, що час проведення заходу припав на підготовку святкування 70-річчя Перемоги. З різким осудом з'їзду виступила Федерація єврейських общин Росії: вважаємо «проведення та організацію заходів з таким складом учасників на території нашої країни абсолютно неприпустимим і блюзнірським по відношенню до пам'яті жертв Великої Вітчизняної війни».